# Ромбиоло (Вибо Валенција)
Ромбиоло (итал. Rombiolo) је насеље у Италији у округу Вибо Валенција, региону Калабрија.
Према процени из 2011. у насељу је живело 2494 становника. Насеље се налази на надморској висини од 465 м.

## Становништво
Према резултатима пописа становништва 2011. у општини је живело 4.649 становника.
| 1931. | 1936. | 1951. | 1961. | 1971. | 1981. | 1991. | 2001. | 2011. |
| ----- | ----- | ----- | ----- | ----- | ----- | ----- | ----- | ----- |
| 4.524 | 4.595 | 4.770 | 4.629 | 4.644 | 4.752 | 4.830 | 4.730 | 4.649 |